# Gabriela Enache
Gabriela Enache, née le 27 décembre 1974, est une footballeuse internationale roumaine.

## Biographie
Gabriela Enache fait partie de l'équipe de Roumanie, participant aux éliminatoires de la Coupe du monde 2003 et de la Coupe du monde 2007.
Avec le FC Codru Anenii Noi, elle termine meilleure buteuse de la Coupe féminine de l'UEFA 2001-2002, avec douze buts marqués.

## Palmarès

### Distinctions personnelles
- Meilleure buteuse de la Coupe féminine de l'UEFA 2001-2002